# Alvise Cadamosto
Alvise Cadamosto (* ≤ 1432 in Venedig; † 16. Juli 1483), auch Ca’ da Mosto oder Da Mosto genannt, war ein venezianischer Fernhändler und von 1454 bis 1463/64 Entdecker im Dienste des portugiesischen Infanten Heinrich des Seefahrers. Er hinterließ einen Bericht über seine beiden Seereisen zu den Kapverden, zum Senegal und zum Geba. Nach seiner Rückkehr nach Venedig stieg er bis zum Kommandeur einer Handelsflotte auf.

## Leben

### Herkunft, Ausbildung zum Fernhändler, Fahrten im Mittelmeerraum und nach Flandern

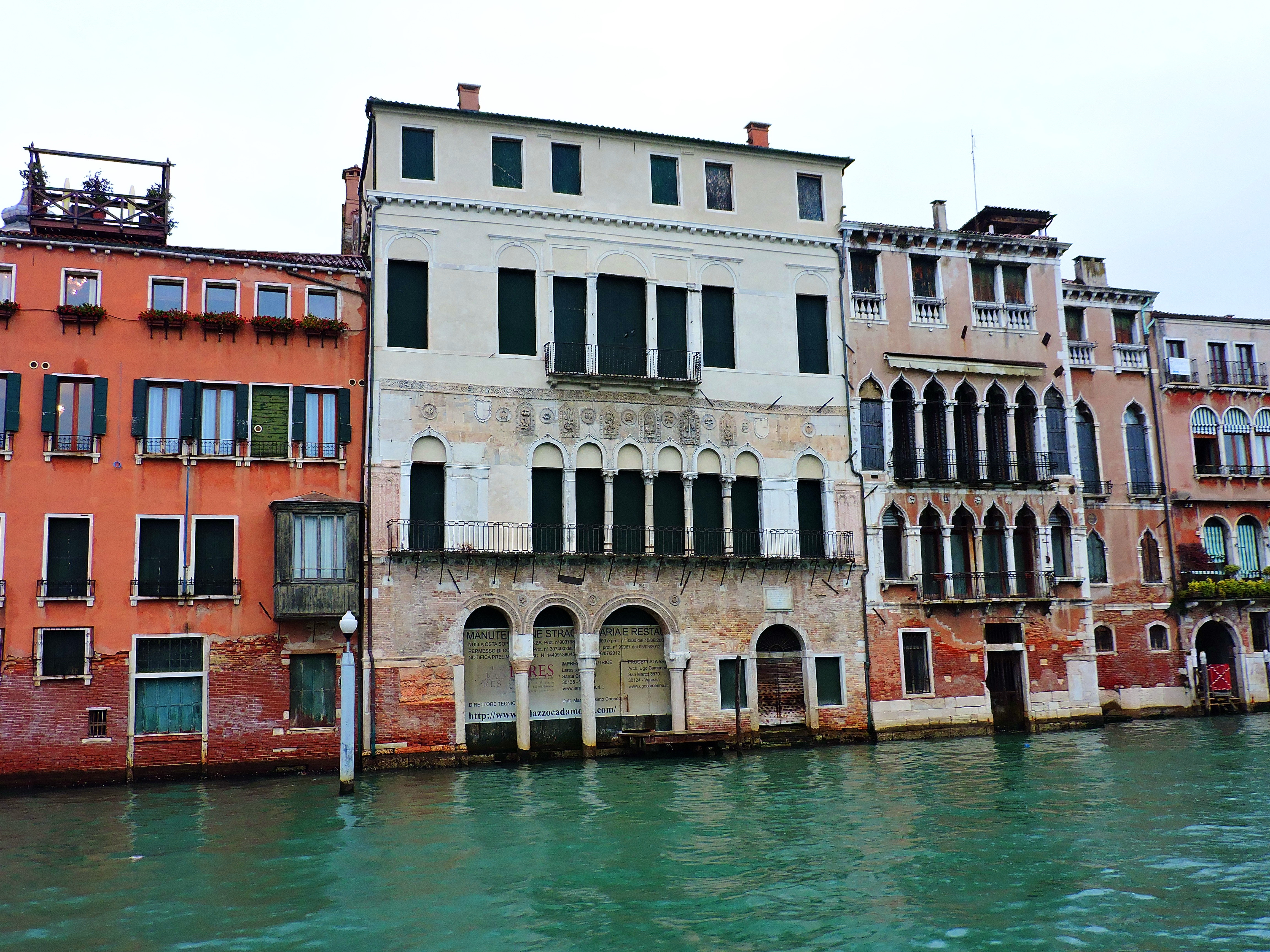
Die Ca’ da Mosto aus dem frühen 13. Jahrhundert ist der älteste Palast am Canal Grande. Er erhielt im 16. Jahrhundert ein zweites Stockwerk, im 19. Jahrhundert ein drittes. Im unteren Geschoss wurde Alvise Cadamosto 1432 geboren. Das Gebäude blieb bis 1603 im Besitz seiner Familie, dann ging es an Leonardo Donà dalle Rose. Zwischen dem 16. und dem 18. Jahrhundert befand sich dort das Hotel Leon Bianco.

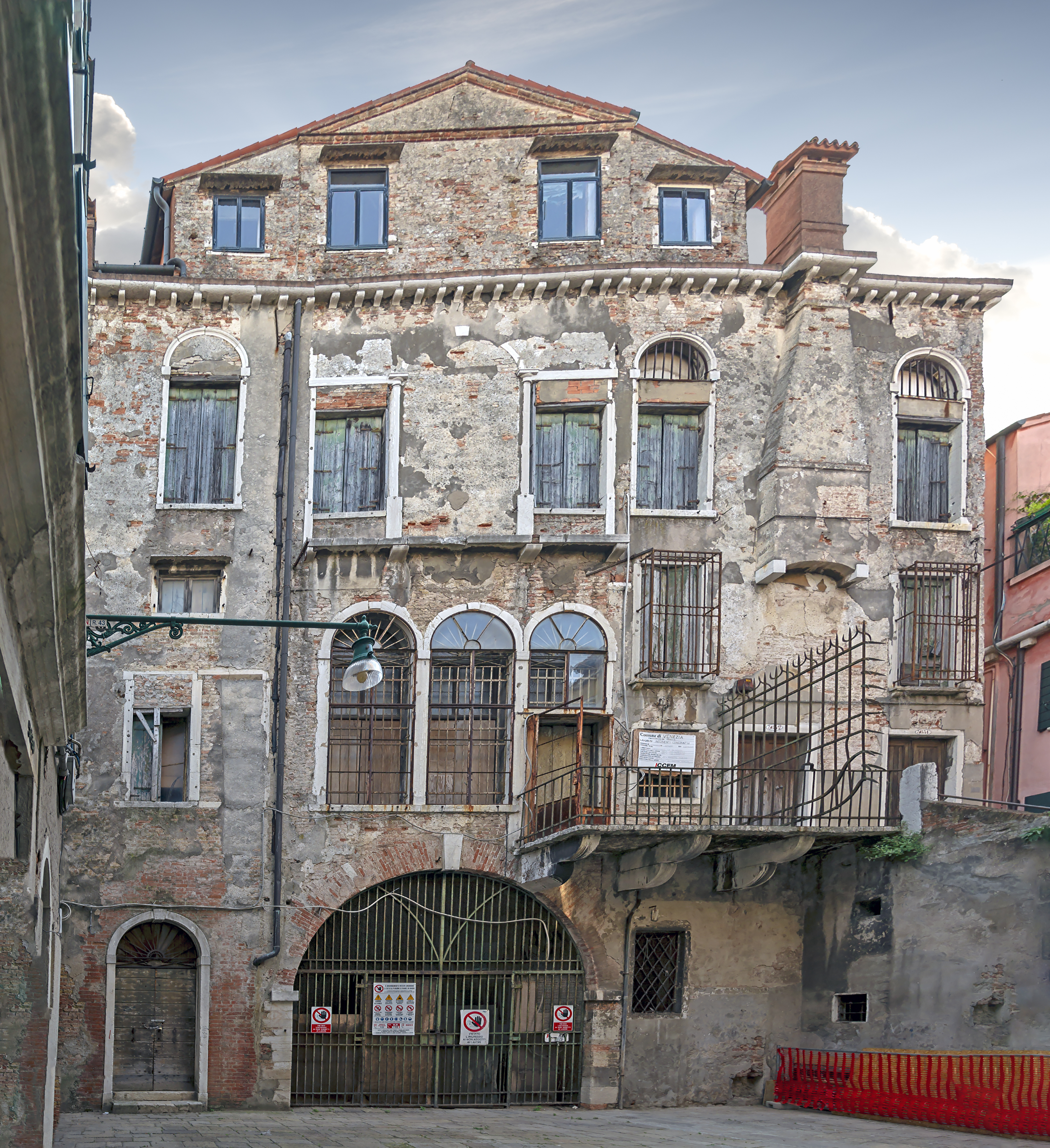
Die Rückseite des Bauwerks im Jahr 2015

Cadamosto wurde als Sohn des adligen Fernkaufmanns Giovanni Da Mosto geboren und trat in das Geschäft seines Vaters ein. Als Kaufmann und Seefahrer befuhr Cadamosto das Mittelmeer und den Atlantik von Alexandria bis Flandern. So nahm er, wie es im Verlauf der üblichen Kaufmannsausbildung gängig war, 1442 bis 1448 an Unternehmungen des Andrea Barbarigo teil, in deren Rahmen er 1445 zusammen mit seinem Cousin Andrea da Mosto auf den Barberia-Galeeren nach Tunis und 1446 nach Kreta fuhr. 1451 erschien er als Armbrustschütze auf den Alexandria-Galeeren, 1452/53 auf dem Weg nach Flandern. Ersteren Schiffskonvoi führte Alvise Contarini, letzteren Stefano Trevisan. Ab dem 8. August 1454 reiste er unter dem Kommando von Marco Zen erneut mit den Flandern-Galeeren westwärts, an Bord war auch sein Bruder Antonio. Mit diesen Reisen sammelte er Erfahrungen in den für Venedig typischen Schiffskonvois (mudue), mit denen die Waren, geschützt von großen und reichlich bemannten Schiffen, sicher von und nach Alexandria, Konstantinopel, Tunis und Flandern gelangten.
Die Flotte musste auf ihrer Reise nach Flandern an der portugiesischen Küste in der Nähe des Kap São Vicente wegen starken Sturmes ihre Fahrt unterbrechen. Zwei Gesandte Heinrichs des Seefahrers unterbreiteten Alvise Cadamosto als erfahrenem Seefahrer und Kaufmann das Angebot, in den Dienst Heinrichs zu treten. Cadamosto entschied, das Angebot anzunehmen, die Flotte zu verlassen und in Portugal zu bleiben.

### Erste Entdeckungsreise in portugiesischen Diensten mit Antoniotto Usodimare (1455)
Mit einer Karavelle von 45 Tonnen lief er am 22. März 1455 zu seiner ersten Reise im Dienste der Portugiesen aus. Über Madeira (27. März), die Kanaren, wo er Gomera und Hierro betrat, und Cabo Branco erreichte er das Mündungsgebiet des Senegal-Flusses. Am Cabo Branco traf er auf Wolof, die er zilofi nannte. Südlich des Senegal ging er an Land und weilte im Land des Budomel. Weiterhin auf südlichem Kurs traf er auf zwei portugiesische Karavellen, die von dem ebenfalls in Diensten Heinrichs stehenden Genuesen Antoniotto Usodimare und einem portugiesischen Adligen befehligt wurden. Die Italiener beschlossen, ihre Kräfte zu vereinen, und umrundeten das Cap Vert. Dort trafen sie auf die beiden Serer-Reiche von Soloum und Sine, in Cadamostos Worten der sereri und barbarzini. Doch der Versuch, Kontakt aufzunehmen, misslang; ein Dolmetscher wurde am Strand getötet. Als die Flotte versuchte, den Senegalfluss aufwärtszufahren, wurde sie von Booten aus angegriffen. Zwar wurde der Angriff zurückgeschlagen, doch die Matrosen verweigerten die Fortsetzung der Flussfahrt. Daher kehrten die Schiffe nach Portugal zurück.

### Zweite Entdeckungsreise mit Antoniotto Usodimare (1456)
Im Folgejahr beauftragte Heinrich Cadamosto und Usodimare, die Erkundung des Gambia fortzusetzen, wozu er ihnen drei Schiffe zur Verfügung stellte. Anfang März 1456 verließ die Flotte den Hafen von Lagos. Sie passierte erneut die Kanaren. Auf südwestlichem Kurs gerieten die Schiffe in einen Sturm, ein Zufall, der nach drei Tagen zur Entdeckung mehrerer der Kapverdischen Inseln führte, nämlich der beiden östlichen Boa Vista (Kap Verde) und Maio sowie der Hauptinsel Santiago. Nach einem kurzen Landaufenthalt auf Boa Vista und Santiago Ende April/Anfang Mai setzte die Flotte ihre Fahrt zum Gambia-Fluss fort, den sie diesmal ca. 100 km aufwärts befuhr. Es gelang Cadamosto, mit den Bewohnern Handelsbeziehungen anzuknüpfen. Auf Dog Island musste er einen Matrosen begraben. Zurück auf dem Atlantik stieß er, nach der Umrundung des Cap Roxo, noch bis zum Gêba-Delta vor. Die Italiener wurden vom Herrscher Batimansa (Batimaussa) freundlich empfangen. Nachdem sie dort Handel getrieben hatten, segelten sie weiter südwärts zum Cap Roxo und bis zum Geba-Delta im heutigen Guinea-Bissau vor. Da dort eine Verständigung mit den Einheimischen und somit eine weitere Erkundung des Gebietes nicht mehr möglich war, brachen die Italiener die Reise ab und kehrten nach Portugal zurück.

### Rückkehr nach Venedig (1463 oder 1464), Ehe, Aufstieg zum Flottenkommandeur
Nach seiner Rückkehr verbrachte Cadamosto weitere sieben Jahre in Portugal, das er am 1. Februar 1463 verließ (was möglicherweise more veneto dem Jahr 1464 entsprach). Er kehrte nach Venedig zurück, nahm am politischen Geschehen der Stadt teil und betrieb die Handelsgeschäfte seiner Familie. 1466 heiratete er Elisabetta Venier, doch blieb die Ehe kinderlos. 1481 kommandierte er die Alexandria-Galeeren. Dies war seine letzte Seereise.

## Reisebericht
Cadamosto war der einzige der im Dienste Heinrich des Seefahrers segelnden Seefahrer, der Berichte über seine Fahrten schriftlich niederlegte. Möglicherweise geschah dies allerdings erst nach seiner Rückkehr nach Venedig. Dafür spricht, dass ein Kartenwerk von 1460 die Kapverden noch nicht erwähnt, während sie in einem anderen Kartenwerk von 1466 bereits erscheinen. Die Berichte könnten also um 1464/65 entstanden sein. Cadamosto beschrieb darin die Geographie, Entfernungen, Flora und Fauna, die Bevölkerung, ihre Kultur und ihre sozialen und politischen Praktiken sowie Handelsstrategien, Handelswaren und Bodenprodukte der von ihm erkundeten Gebiete, berichtete aber auch über eine von Pedro de Sintra durchgeführte Reise an die westafrikanische Küste. In Cadamostos Berichten wird zum ersten Mal das bekannteste Sternbild der südlichen Hemisphäre, das Kreuz des Südens, durch einen Europäer beschrieben.
Seine Berichte wurden erstmals 1507 von Fracanzano da Montalboddo, möglicherweise unter Mitarbeit von Alessandro Zorzi, in der Anthologie Paesi novamente retrovati (Vicenza) veröffentlicht.
Kartenwerk und Manuskript von Alvise Cadamosto sind nicht erhalten; in der Biblioteca Nazionale Marciana in Venedig finden sich zwei Abschriften. Die ältere der beiden Abschriften dürfte aus der zweiten Hälfte des 15. Jahrhunderts stammen, die andere aus der Zeit um 1520 (It., Cl. VI, 454 bzw. Coll. 10701 und It., Cl. VI, 208 bzw. Coll. 5881).
Der Buchdrucker Georg Stuchs in Nürnberg brachte im Jahr 1508 sowohl eine frühneuhochdeutsche als auch eine mittelniederdeutsche Übersetzung dieser Postinkunabel heraus. Übersetzer der mittelniederdeutschen Ausgabe unter dem Titel Nye vnbekande lande Unde eine nye Werldt in korter vorgangener tyd gefunden war Henning van Ghetelen. Ins Französische wurde das Werk – nicht zum ersten Mal – 1577 übersetzt.